# Adrian Fortescue
Adrian Henry Timothy Knottesford Fortescue (Hampstead, 14 gennaio 1874 – Letchworth, 11 febbraio 1923) è stato un presbitero e liturgista britannico della Chiesa cattolica.
Ebbe interessi eclettici: fu artista, calligrafo, compositore, poliglotta, fotografo amatoriale, bizantinista e viaggiatore. Eresse la chiesa di Sant'Ugo di Lincoln a Letchworth.

## Biografia

### Gioventù e formazione
Adrian Fortescue, era un diretto discendente dell'omonimo beato martire Adrian Fortescue (morto nel 1539) e nacque in una famiglia originaria delle Midlands di antica origina ed elevata posizione sociale. Ebbe come padre il reverendo Edward Fortescue, un noto presbitero della Chiesa alta anglicana che era "altamente apprezzato come predicatore e direttore di ritiri spirituali" e un attivo partecipante al Movimento di Oxford che diede origine all'Anglo-cattolicesimo e successivamente si convertì al Cattolicesimo. Ebbe La madre, Gertrude Martha Robins, era figlia del reverendo Sanderson Robins, un presbitero anglicano e di Caroline Gertrude Foster-Barham, la cui famiglia era proprietaria di piantagioni in Giamaica  e nipote dell'VIII conte di Thanet.
Nel 1891 Fortescue entrò al Pontificio Collegio Scozzese di Roma, in cui, grazie al suo eccezionale talento musicale, fu presto nominato organista. Ottenne il baccellierato in teologia nel 1892 e la licenza nel 1894, anno in cui si iscrisse alla facoltà teologica dell'università di Innsbruck. Fu ordinato presbitero il 27 marzo 1898 da Simon Aichner, vescovo di Bressanone.
Fra il 1899 e il 1905 Fortescue superò gli esami di teologia morale, teologia dogmatica, storia ecclesiastica, diritto canonico, arabo e Sacra Scrittura, il dottorato in lingue semitiche gli fu conferito magna cum laude, un onore raro. Il 10 giugno 1905 conseguì il dottorato in teologia, che ne fece uno dei pochi possessori di tre dottorati. L'eccezionale livello della sua istruzione lo rese meritevole di essere premiato personalmente dall'imperatore Francesco Giuseppe.
Fortescue era anche un noto viaggiatore, che scelse mete come il Medio Oriente, l'Asia Minore e la Grecia. Imparò, l'arabo di Siria e rudimenti di turco e farsi, mentre era già in possesso di un greco fluente per via dei suoi studi accademici.
Fortescue fino alla sua morte fu professore di storia della Chiesa al St. Edmund's College di Ware, la più antica scuola cattolica esistente in Inghilterra.

### Ministero

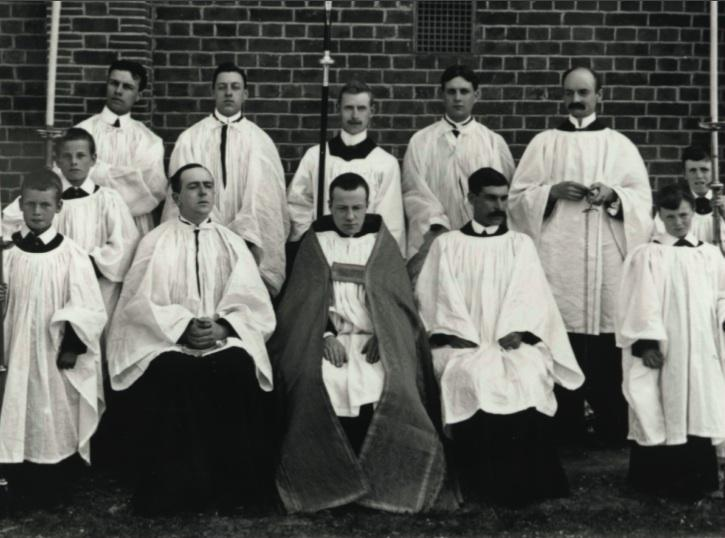
Fortescue indossa il piviale, circondato dai ministri della chiesa di Sant'Ugo di Lincoln di Letchworth (1910 circa)

Dopo aver avuto una serie di incarichi temporanei, interrotti dai suoi esami dottorali, Fortescue fu nominato missionario rettore di Letchworth nello Hertfordshire nel novembre del 1907. Qui dovette affrontare la costruzione di una nuova chiesa dalle fondamenta. Buona parte della chiesa fu progettata da lui e da lui pagata, come dimostrano i registri parrocchiali in cui le sue donazioni superano ogni anno il suo stesso stipendio. In breve tempo la bella chiesetta, dedicata a Sant'Ugo di Lincoln, divenne celebre per la sua musica e per la sua ricca attività liturgica.
Sebbene l'indole di Fontescue fosse rivolta verso una vita di studi, il suo senso del dovere non gli permise mai di anteporre i suoi obiettivi di studioso alla cura delle anime che gli erano affidate. Dava anche l'ultimo penny che aveva in tasca per aiutare i parrocchiani in difficoltà e a causa della ua generosità si ritrovò spesso in difficoltà finanziarie. Non rifiutò mai di ricevere chi aveva bisogno, quantunque gli fosse disagevole interrompere la sua attività.

### Morte

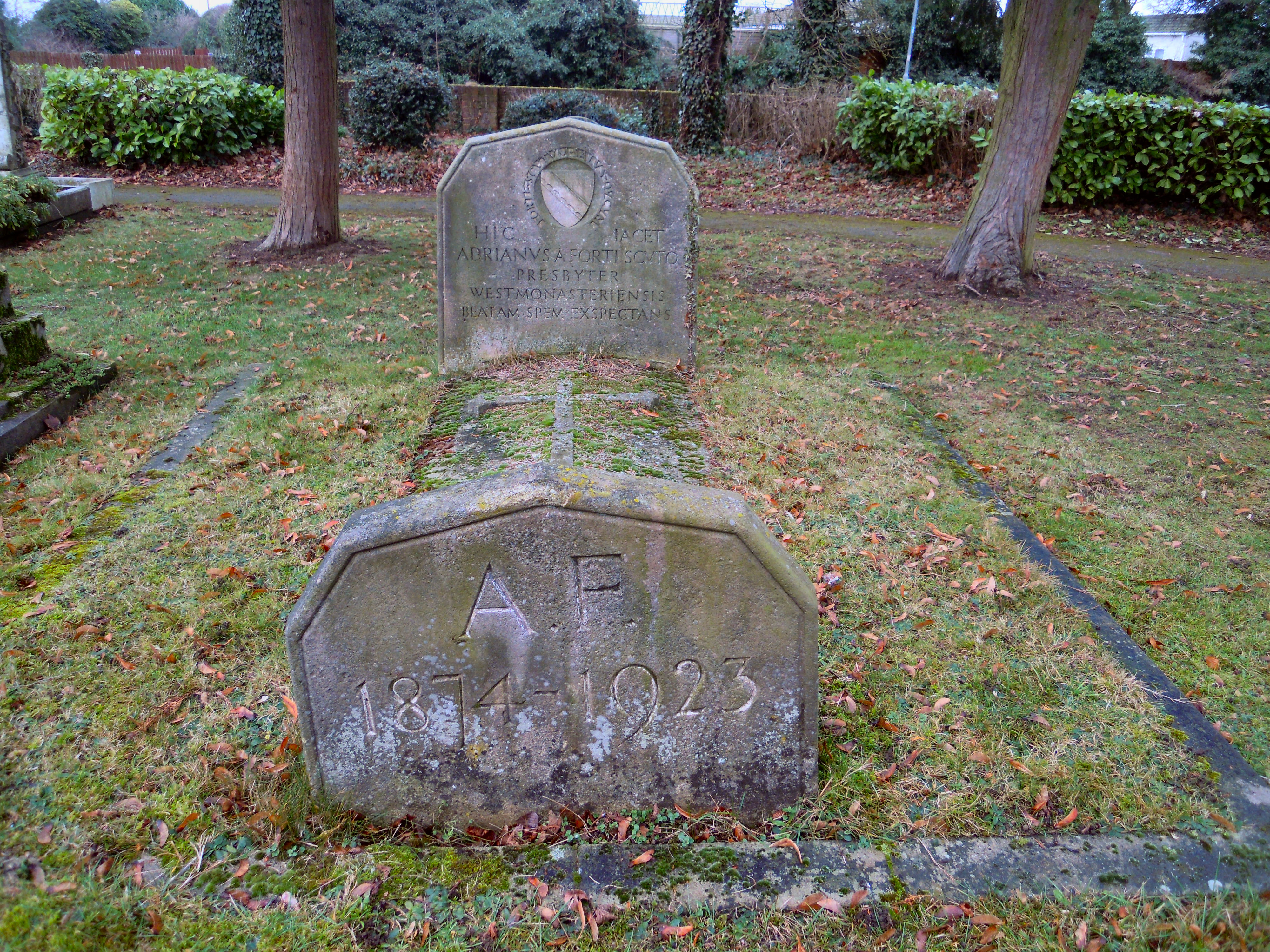
La tomba di Fortescue al Cimitero di Letchworth.

Il 20 dicembre 1922 a Fortescue fu diagnosticato un cancro. Predicò l'ultima volta il 31 dicembre, offrendo una semplice ma profonda lezione sulla realtà dell'Incarnazione di Cristo, terminando con le parole: "Questo è tutto quello che ho da dire". Il 3 gennaio 1923 lasciò Letchworth per entrare al Dollis Hill Hospital, dove morì l'11 febbraio. Malgrado la sua famiglia, volle essere sepolto al cimitero di Letchworth, fra i suoi parrocchiani.

## Opere
L'opera più nota di Fortescue mentre era in vita fu il trattato di liturgia Ceremonies of the Roman Rite Described ("Cerimonie del rito romano descritte"), che egli tuttavia scrisse non per interesse accademico, ma per raccogliere fondi per la costruzione della sua chiesa parrocchiale.
Nel 1913 Fortescue redasse un libro di Latin Hymns ("Inni latini"), che aveva originariamente raccolto ad uso dei suoi parrocchiani, fornendone una sua traduzione in inglese.
Contribuì con molte voci alla Catholic Encyclopedia (1907–1913), e il suo lavoro in quest'ambito è quello che lo rende più familiare al pubblico di oggi.
Per il suo amore verso la storia e la sua abilità con le lingue straniere, Fortescue dedicò molto studio all'origine e alla storia delle Chiese orientali, sia cattoliche sia ortodosse. Fra le sue opere più celebri vanno annoverate The Orthodox Eastern Church ("La Chiesa ortodossa orientale") e The Lesser Eastern Churches ("Le Chiese orientali minori").
Fortescue fu anche un artista di notevole talento, specialmente per quanto riguarda la tempera, il disegno e la calligrafia. Fu anche un autorevole araldista. Una mostra dell'opera di Adrian Fortescue si tenne alla Biblioteca pubblica di Letchworth nel 1923.

## Memoria

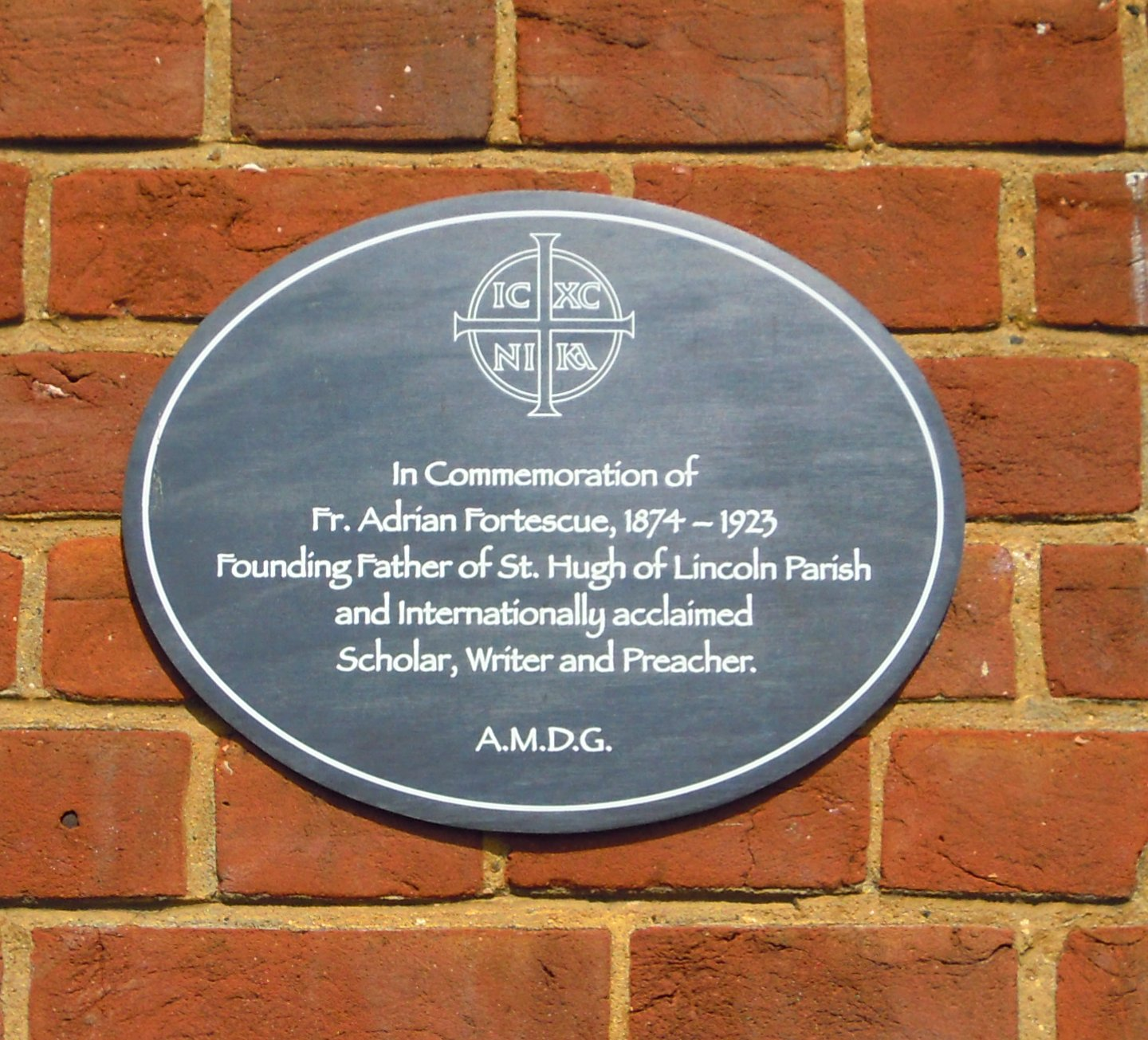
Una targa ricorda Adrian Fortescue sul fianco della Fortescue Hall

Una mostra su Adrian Fortescue e sulla chiesa di Sant'Ugo di Lincoln è stata ospitata dal First Garden City Heritage Museum di Letchworth a cavallo tra il 2007 e il 2008 e presentava oggetti rari e speciali relativi a Fortescue e alla chiesa.

### Opere di Fortescue
- (EN) Adrian Fortescue, The Greek Fathers, London, The Catholic Truth Society, 1908. URL consultato il 5 gennaio 2017.
- (EN) Adrian Fortescue, The Orthodox Eastern Church, London, The Catholic Truth Society, 1908. URL consultato il 5 gennaio 2017.
- (EN) Claude Delaval Cobham, H.T.F. Duckworth, Adrian Fortescue e Manouel Io. Gedeon, The Patriarchs of Constantinople, London, Cambridge University Press, 1911. URL consultato il 5 gennaio 2017.
- (EN) Adrian Fortescue, The Mass: A Study of the Roman Liturgy (ePub), London, New York, Longmans, Green  & Co., 1912,  p. 448. URL consultato il 5 gennaio 2017.
- (EN) Adrian Fortescue, The Lesser Eastern Churches, London, The Catholic Truth Society, 1913. URL consultato il 5 gennaio 2017.
- (EN) Adrian Fortescue, Donatism, London, Burns & Oates, 1917. URL consultato il 5 gennaio 2017.
- (EN) Adrian Fortescue, The Ceremonies of the Roman Rite, London, Burns & Oates Ltd., 1918. URL consultato il 5 gennaio 2017.
- Adrian Fortescue, Ceremonies of the Roman Rite Described, Burns, Oates & Washbourne ltd; 5th ed edition, 1934.
- Adrian Fortescue, Latin Hymns, reprint: Roman Catholic Books, 1994, ISBN 0-912141-13-1.
- Adrian Fortescue, Orthodox Eastern Church, reprint: Adamant Media Corporation, 2000, ISBN 1-4212-4904-9.
- Adrian Fortescue, Lesser Eastern Churches (The Eastern Churches Trilogy), reprint: Gorgias Press, 2001, ISBN 0-9715986-2-2.

### Monografie su Fortescue
- (EN)  Michael Davies, .The Wisdom of Adrian Fortescue, Roman Catholic Books, 1999, ISBN 0-912141-53-0
- (EN)  Anthony Dragani, Adrian Fortescue and the Eastern Christian Churches, Gorgias Press LL, 2007, ISBN 1-59333-345-5